# Хироши Нанами
Хироши Нанами (јап. 名波 浩; 28. новембар 1972) јапански је фудбалер.

## Каријера
Током каријере је играо за Џубило Ивата, Венеција, Серезо Осака, Токио Верди и многе друге клубове.

## Репрезентација
За репрезентацију Јапана дебитовао је 1995. године. Наступао је на Светском првенству (1998. године) и освојио је азијска купа (2000. године) с јапанском селекцијом. За тај тим је одиграо 67 утакмица и постигао 9 голова.

## Статистика
| Јапан  | Јапан   | Јапан  |
| Година | Наступи | Голови |
| ------ | ------- | ------ |
| 1995.  | 2       | 2      |
| 1996.  | 13      | 1      |
| 1997.  | 21      | 3      |
| 1998.  | 11      | 0      |
| 1999.  | 6       | 0      |
| 2000.  | 12      | 3      |
| 2001.  | 2       | 0      |
| Укупно | 67      | 9      |

## Трофеји

### Клуб
- Џеј лига (3): 1997, 1999, 2002.
- Лига Куп Јапана (1): 2003.
- Царски куп (1): 1998.

### Јапан
- Азијски куп (1): 2000.